# Tonsea
Le tonsea  est une langue austronésienne parlée dans la province du Nord, de Sulawesi, en Indonésie, dans une région situé entre la côte Nord et la côte Est.

## Classification
Le tonsea appartient au sous-groupe des langues minahasanes, rattachées, par Blust (1991), au groupe des langues philippines, avec le tondano, le tombulu, le tontemboan et le tonsawang.

## Vocabulaire
Exemples du vocabulaire de base du tonsea :
| français | tonsea  | Prononciation |
| -------- | ------- | ------------- |
| deux     | dua     |               |
| cinq     | dima    |               |
| eau      | doud    |               |
| feu      | api     |               |
| terre    | tanaʔ   |               |
| oreille  | tadiŋa  |               |
| froid    | mədate  |               |
| grand    | səla    |               |
| je       | aku     |               |
| savoir   | -taʔu   |               |
| dire     | -tudu   |               |
| gratter  | -korkor |               |

## Sources
- (en) Hsiu-Chan Liao, A Typology of First Person Dual pronouns and their Reconstructibility in Philippine Languages, Oceanic Linguistics, 47:1, pp. 1-29, 2008.
- (en) J.N Sneddon, The Languages of Minahasa, North Celebes, Oceanic Linguistics, IX:1, pp. 11-36, 1970.